# Versailles – Könige und Frauen
Versailles – Könige und Frauen ist ein Film-Epos von Sacha Guitry aus dem Jahr 1954. Alternativtitel der vollständigen, neuen Synchronfassung ist Wenn Versailles erzählen könnte.

## Handlung
Sacha Guitrys Historienfilm schildert – ausgehend vom Schloss Versailles – die Geschichte Frankreichs und seiner berühmten Liebschaften aus der Perspektive des Museumswärters.

## Hintergründe
Die nicht in den Credits erwähnte Brigitte Bardot tritt in dem Film als Mademoiselle de Rozille auf.

## Kritik
„Trotz eines Massenaufgebots an historischen Persönlichkeiten, galanter optischer Arrangements, namhafter Schauspieler und einigen ironischen Seitenhieben gewinnt das unterhaltsame Spektakel keine feste Basis und ist mitunter zu langatmig.“